# Magyarkapus község
Magyarkapus község (románul: Comuna Căpușu Mare) község Kolozs megyében, Romániában. Központja Magyarkapus, beosztott falvai Balkujtelep, Bánffydongó, Egerbegy, Gesztrágy, Gyerőfalva, Gyerőfidongó, Gyerővásárhely, Magyarkiskapus.

## Népessége
1850-től a népesség alábbiak szerint alakult:
| Lakosok száma | 3342 | 4178 | 5240 | 6290 | 5781 | 5845 | 5803 | 3691 | 3295 | 3451 |
|               | 1850 | 1880 | 1900 | 1941 | 1956 | 1966 | 1977 | 2002 | 2011 | 2021 |

A 2011-es népszámlálás adatai alapján a község népessége 3295 fő volt, melynek 55,24%-a román, 37,27%-a magyar és 5,64%-a roma. Vallási hovatartozás szerint a lakosság többsége ortodox (57,78%), a reformátusok részeránya 33,26%, a baptistáké 3,98%.

## Nevezetességei
A község területéről az alábbi épületek szerepelnek a romániai műemlékek jegyzékében:
- a balkujtelepi Istenszülő elszenderedése fatemplom (CJ-II-m-B-07527)
- a bánffydongói Szent György-fatemplom (CJ-II-m-B-07591)
- az egerbegyi Szentháromság-fatemplom (CJ-II-m-B-07508)
- a gesztrágyi fatemplom (CJ-II-m-B-07768)
- a gyerőfalvi Szent Mihály és Gábriel arkangyalok fatemplom (CJ-II-m-B-07734)
- a gyerőfidongói Szentlélek alászállása fatemplom (CJ-II-m-B-07592)
- a Gyerőfidongó 83. szám alatti lakóház (CJ-II-m-B-07593)
- a gyerővásárhelyi református templom (CJ-II-m-B-07609)
- a gyerővásárhelyi régi községháza (CJ-II-m-B-07610)
- a magyarkapusi református templom (CJ-II-m-B-07547)
- a Magyarkiskapus 107. szám alatti lakóház (CJ-II-m-B-07548)
- a magyarkiskapusi református templom (CJ-II-m-B-07549)
- a magyarkiskapusi Bíró-malom (CJ-II-m-B-07550)